# Trachinocephalus myops
Trachinocephalus myops là một loài cá thuộc chi Trachinocephalus.
Cho tới năm 2016 người ta cho rằng chi này chỉ chứa 1 loài với danh pháp T. myops với sự phân bố gần như vòng quanh vùng biển nhiệt đới toàn cầu. Nghiên cứu năm 2016 của Polanco et al. chia tổ hợp loài này thành 3 loài, trong đó các quần thể ở Ấn Độ Dương và tây Thái Bình Dương được tách ra như là T. trachinus còn T. myops có sự phân bố chỉ giới hạn trong Đại Tây Dương.
Tại tây Đại Tây Dương nó được tìm thấy từ Maine về phía nam dọc theo Hoa Kỳ, Bermuda, Bahamas, qua vịnh Mexico và biển Caribe, dọc theo Nam Mỹ tới Rio de Janeiro, Brasil bao gồm cả đảo Trinidade. Tại đông Đại Tây Dương nó được tìm thấy từ vùng ven các đảo Saint Helena và Ascension, quần đảo Cabo Verde và dọc theo Tây Phi từ Senegal tới Namibia.
Tình trạng bảo tồn toàn cầu hiện tại theo đánh giá của IUCN là cho T. myops nghĩa rộng.